# Banzkow
Banzkow är en kommun i det nordtyska förbundslandet Mecklenburg-Vorpommern.
Kommunen ingår i kommunalförbundet Amt Crivitz tillsammans med kommunerna Barnin, Bülow, Cambs, Crivitz, Demen, Dobin am See, Friedrichsruhe, Gneven, Langen Brütz, Leezen, Pinnow, Plate, Raben Steinfeld, Sukow, Tramm och Zapel.

## Geografi
Banzkow är beläget vid Störkanalen söder om Schwerin i distriktet Ludwigslust-Parchim. Kommunen består av följande ortsdelar: Banzkow, Goldenstädt (sedan 2009), Jamel (sedan 2009) och Mirow.

## Historia
Orten Bancekowe omnämns för första gången 1300.
Den 7 juni 2009 inkorporerades kommunen Goldenstädt i Banzkow.

### Befolkningsutveckling
Befolkningsutveckling  i Banzkow
Källa: